# Shrek 5.
A Shrek 5. egy készülő amerikai 3D-s számítógépes animációs fantasy comedy film, a hetedik Shrek film a franchise-ban. Rendezője Walth Dohrn és Brad Abelson. A forgatókönyvet Michael McCullers, a sztorifelelős Chris Meledandri, aki egyben a producer is Gina Shay mellett.
Egy ötödik Shrek filmet már a második rész 2004-es megjelenése után terveztek csinálni, az akkori kitűzött megjelenési év 2013 volt, azonban, miután a DreamWorks korábbi CEO-ja, Jeffrey Katzenberg úgy döntött, a sorozat befejeződik az ötödik rész terveit elvetették, és a Shrek a vége, fuss el véle című film volt az utolsó Shrek-film. A fejlesztés azonban 2014-ben újrakezdődött, mígnem a Universal Pictures hivatalosan is megerősítette az ötödik Shrek-film gyártását, amikor anyavállalata, az NBCUniversal 2016-ban megvásárolta a DreamWorks Animationt, és 2017 márciusától 2024 júliusáig írtak frissítéseket a filmről.
Várható megjelenése az Egyesült Államokban 2027. június 30.

## Szereposztás
| Szereplő | Eredeti hang | Magyar hang    |
| -------- | ------------ | -------------- |
| Shrek    | Mike Myers   | ?              |
| Fiona    | Cameron Diaz | Für Anikó      |
| Szamár   | Eddie Murphy | Kerekes József |
| Felicia  | Zendaya      | ?              |

## Produkció
A Shrek 2 2004. májusi sikere után Jeffrey Katzenberg, a DreamWorks Animation (DWA) akkori vezérigazgatója elárulta, hogy a Shrek történetét szinte a kezdetektől fogva öt filmre tervezték. "Mielőtt az első elkészült volna, megbeszéltük, hogy mi a Shrek teljes története, és minden egyes fejezet választ ad az első filmmel kapcsolatos kérdésekre, és betekintést nyújt" – mondta Katzenberg. "A Shrek 3 és 4 további megválaszolatlan kérdéseket fog feltárni, és végül az utolsó fejezetben megértjük, hogyan került Shrek abba a mocsárba, amikor az első filmben találkoztunk vele." A Shrek a harmadik 2007-es bemutatója után Katzenberg bejelentette, hogy az ötödik film 2013-ban kerül a mozikba.
2009 májusában a DreamWorks bejelentette, hogy a negyedik film címe Shrek Forever After lesz, jelezve, hogy ez lesz az utolsó a Shrek-sorozatban. 2009-ben ezt később Bill Damaschke, a DWA korábbi kreatív produkciós vezetője is megerősítette, mondván: "Mindent, amit az első filmben szerettünk Shrekben, elhoztuk a végső filmbe." Josh Klausner, a Shrek Mindörökké után egyik írója 2010-ben magyarázta el a forgatókönyv alakulását: "Amikor először kerültem a projektbe, nem úgy volt, hogy ez lesz az utolsó fejezet – eredetileg öt Shrek-film készült volna. Aztán körülbelül egy évvel a fejlesztés után Jeffrey Katzenberg úgy döntött, hogy az a történet, amit kitaláltunk, a megfelelő módja annak, hogy Shrek utazása véget érjen." 2014 februárjában a Fox Business Networknek adott interjújában Katzenberg utalt arra, hogy még mindig készülhet egy ötödik film. "Szeretjük, ha hagyunk nekik egy kis időt pihenni" – mondta a karakterekről. "De azt hiszem, biztosak lehetünk benne, hogy lesz még egy fejezet a Shrek-sorozatban. Még nem végeztünk, és ami még fontosabb, ő sem".
2016 júniusában, miután az NBCUniversal 3,8 milliárd dollárért megvásárolta a DreamWorks Animationt, Steve Burke, az NBCUniversal vezetője a franchise, valamint más DreamWorks-filmek felélesztésének terveiről beszélt. 2016 júliusában a The Hollywood Reporter forrásokra hivatkozva azt írta, hogy az ötödik filmet 2019-re tervezik. 2016 szeptemberében Eddie Murphy megerősítette, hogy a film várhatóan 2019-ben vagy 2020-ban kerül a mozikba, és hogy a forgatókönyv már elkészült. A film eredeti történetét Michael McCullers írta, saját ötlete alapján. 2017 márciusában, amikor az ötödik Shrek-film forgatókönyvéről kérdezték, McCullers azt mondta, hogy az "egy elég nagy újragondolást" tartalmaz a filmsorozat számára. Amikor 2017 márciusában megkérdezték az ötödik Shrek-film forgatókönyvéről, McCullers azt mondta, hogy az "elég nagy újragondolást" tartalmaz.
2018 novemberében a Variety arról számolt be, hogy az Illumination vezérigazgatóját, Chris Meledandrit bízták meg azzal, hogy legyen az egyik executive producere mind a cím nélküli Shrek-filmnek, mind a Csizmás Kandúr című spin-off filmnek: Az utolsó kívánság, az eredeti szereplőgárda esetleges visszatérésével. 2022 decemberében Antonio Banderas megismételte, hogy egy új Shrek-film még mindig fejlesztés alatt áll. A filmet a Csizmás Kandúr középső stáblistás jelenetében ugratta meg: Meledandri 2023 áprilisában megerősítette, hogy egy ötödik Shrek-film van fejlesztés alatt, és az eredeti szereplőkkel – Murphy, Mike Myers és Cameron Diaz – tárgyalásokat folytatnak, hogy újra eljátsszák a szerepeiket. Meledandri azt mondta, hogy a filmkészítők "megnézik, mik azok az alapelemek, amelyeket a közönség szeretett", és megpróbálják "tisztelni ezeket az elemeket", hasonlóan az Illumination The Super Mario Bros című filmjéhez.
2024 márciusában kiderült, hogy Meledandri egy új történetfeldolgozást írt, valamint a produceri feladatokat is ellátta. 2024 júniusában, miközben a Beverly Hills-i zsaru: Axel Foley című filmjét népszerűsítette, Murphy megerősítette, hogy néhány hónapja elkezdte felvenni a szövegét a filmhez, ami várhatóan valamikor 2025-ben kerül a mozikba. 2024 júliusában a DreamWorks bejelentette, hogy a film 2026. július 1-jén kerül a mozikba, és Myers, Murphy és Diaz megerősítették, hogy újra eljátsszák a szerepüket. 2024-ben a rendezői feladatokat Walt Dohrn, aki korábban a Shrek 2 és a Harmadik Shrek című filmek forgatókönyvírója volt, valamint a Shrek Mindörökké utánban a történet vezetője és Rumpelstiltskin hangja, szintén a rendezői feladatokat látta el, az Illumination Minions-zal: The Rise of Gru társrendezője Brad Ableson, társrendezője pedig Gina Shay, aki Meledandrival együtt lesz a társproducer.

## Shrek új magyar hangja
A film készülési fázisában Magyarországon nagy médiavisszhangot váltott ki az a kérdés, hogy ki lesz Shrek magyar hangja, miután Gesztesi Károly 2020-ban tragikus hirtelenséggel elhunyt. A szakmai közeg és a nézőközönség is egyöntetűen azon a véleményen volt, hogy Gesztesi orgánuma annyira összefonódott a karakterrel, hogy azt más valakivel helyettesíteni csaknem lehetetlen.
2022-ben felmerült annak a valószínűsége, hogy a mesterséges intelligencia segítségével fel lehetne használni a színész hangját. Hasonló kísérletre már az Obi-Wan Kenobi című sorozat szinkronjánál is volt példa, ahol egy ukrán fejlesztésű start-up szoftver használatával Darth Vader-t a néhai magyar hangja, Kránitz Lajos szólaltatta meg. A technológia kísérleti jellege és költségessége miatt azonban a végleges szinkronban már új megszólaltatót kapott. Ellenben a szoftver magyar használói úgy nyilatkoztak, hogy amennyiben a magyar forgalmazó hajlandó lenne vállalni a költségeket, és az amerikaiak is áldásukat adnák rá, nem tartanák kizártnak, hogy a Shrek 5. ismét Gesztesi szinkronjával készüljön el.
2023-ban Liptai Claudia, Gesztesi volt felesége és örökségének kezelője, azt nyilatkozta, valóban megkeresték őt a mesterséges intelligencia lehetőségével kapcsolatban, de nem járult hozzá, hogy felhasználják a hangját. Állítása szerint az elsődleges szempont a gyermekei érzelmi állapota volt, akiknek túlságosan fájdalmas lenne újra az édesapjukat hallani a filmvásznon úgy, hogy már nincs köztük. "Az nem ő lenne. [...] Az a mesterséges intelligencia, az egy robot. Az egy hazugság. És azzal megágyazzuk egyébként az emberiség sírját, meg a művészet sírját. Neki nincs szüksége erre, ő a Shrek marad úgyis. Meg minden marad, ami volt. Szóval nem."
Több internetes fórumon is komoly találgatások kezdődtek arról, hogy a mesterséges intelligencia elvetésével ki lenne a méltó utód Shrek hangjának. Sokan Radics Peti youtuber személyében látták a megfelelő potenciált, aki több alkalommal is készített Shrek-szinkronparódiát a csatornájára, és a nézői vélemények alapján nagyon jól képes utánozni Gesztesi hangját. Radics azonban a közösségi oldalán kijelentette, hogy bár hízelgő a dicséret, Gesztesi hangjátékát ő nem tudná valódi művészi szinten reprodukálni. Hozzátette, hogy amennyiben a mesterséges intelligencia-megoldás mégis megvalósulna, boldogan jelentkezne hangdonornak a szinkron elkészítéséhez.

## Fordítás
Ez a szócikk részben vagy egészben  a   Shrek 5 című angol Wikipédia-szócikk ezen változatának fordításán alapul.  Az eredeti cikk szerkesztőit annak laptörténete sorolja fel. Ez a jelzés csupán a megfogalmazás eredetét és a szerzői jogokat jelzi, nem szolgál a cikkben szereplő információk forrásmegjelöléseként.